# Orson Welles
George Orson Welles (Kenosha, Wisconsin, 1915. május 6. – Los Angeles, Kalifornia, 1985. október 10.) Oscar- és háromszoros Grammy-díjas színész, rádiós, színházi és filmrendező, a 20. század első felének talán legkülönösebb közéleti figurája az Egyesült Államokban. A köztudatba elsősorban két korszakalkotó alkotása, egy 1938-as rádiójáték, és az Aranypolgár (1941) című film emelte.

## Fiatalkora
1915. május 6-án született George Orson Welles néven. Apja, Richard Head Welles (1872–1930) sikeres feltaláló és anyja, Beatrice Ives Welles (1881–1924) zongoraművész volt. Apai nagyapja Orson S. Head ügyvéd volt.
Szülei hamar elváltak, és édesapja Chicagóba költözött, ahol tovább folytatta a feltalálói munkáját, addig, amíg az alkoholizmusa miatt abba nem hagyta. 1924-ben Welles kilencéves volt, amikor az édesanyja 42 évesen meghalt egy chicagói kórházban.
Alkoholista apja ezután elvitte magával Jamaicába és Távol-Keletre. Amikor visszatértek, letelepedtek egy szállodába, ami az apja tulajdonában volt. Amikor a hotel leégett, apjával együtt kénytelen volt ismét útnak indulni.
Rövid ideig járt állami iskolába Madisonban (Wisconsin), ahova negyedik osztályosként beiratkozott.
1926. szeptember 15-én lépett be a Todd Seminary for Boys magániskolába, ahonnan a bátyját, Richard Ives Wellest tíz évvel korábban kizárták helytelen viselkedése miatt. Welles itt Roger Hill tanár befolyása alá került, aki felbecsülhetetlen tapasztalatokkal gazdagította, lehetővé téve, hogy olyan témákra összpontosítson, amelyek érdekelték.
Ebben az iskolában rendezéssel is próbálkozott, a Julius Cesar előadással elnyerte a chicagói Színházi Társaság díját a vidék legjobb iskolai rendezéséért. Összesen négy évig járt ebbe az iskolába.
15 éves volt, amikor az apja 1930. december 28-án, 58 éves korában  meghalt, egyedül egy chicagói szállodában. Végakaratában megnevezte a gyámját a család egyik barátja, Bernstein doktor személyében.
1931-ben, tizenhat évesen otthagyta az iskolát, és elutazott Európába. Szamárháton bejárta Írországot, s még ugyanebben az évben egy dublini színház tagja lett.
1934-ben fesztivált rendezett Woodstockban, melyre meghívta a dublini Gate Theatre-beli barátait.

## New York (1930-as évek)
Welles 1937-ben saját színházat alapított New Yorkban Mercury Theater néven. 1938-tól kollégáival közösen heti rendszerességű műsoridőt kapott a CBS országos rádiófrekvenciáján Mercury Theater On The Air címmel. A műsorban Welles és társulata klasszikus és modern regények rádiós adaptációját adta elő. Még ugyanazon év utolsó októberi adásának keretében H. G. Wells Világok harca című klasszikus fantasztikus regényéből készült rádiójáték került terítékre – olyan átérzéssel, hogy néhány hallgató komolyan vette. Egyes korabeli cikkek szerint pánik tört ki – ez a mítosz ma is tartja magát –, a valóságban azonban nem volt ilyesmiről szó. Welles rádióműsorát felvásárolta a Campbell Soup nagyvállalat.

## Hollywood (1940-es évek)
1939-től Welles (és a Mercury Theater stábja) Los Angelesbe tette át székhelyét. Kiszállt híressé vált rádióműsorának szerkesztéséből, és Herman Mankiewicz forgatókönyvíró közreműködésével 1941-ben elkészítette az Aranypolgár című filmet. A mozgókép forradalmi koncepcionális újdonsága, hogy egy főszereplő egyidejűleg történő rendkívül sokféle megítélésére törekszik a történet különböző szereplőinek szemszögéből.
A film főszereplőjét Welles a nagy hatalmú sajtómágnásról, William Randolph Hearstről mintázta, aki azonnal támadást indított a film ellen. A Hearst-konszern minden lapja hevesen kritizálta és elutasította a munkát, ami hamarosan megbukott a jegypénztáraknál. Habár az alkotás számos Oscar-jelölés közül elnyerte a legjobb eredeti forgatókönyv díját, az RKO és a hollywoodi filmvilág bukásnak tekintette. Csupán később – a fiatal francia filmkritikusok, elsősorban André Bazin érdemének köszönhetően – fedezték fel Welles mesterművét, és ismerték el annak filmtörténeti jelentőségű érdemeit. 1958-ban a brüsszeli világkiállítás alkalmából minden idők 12 legjobb filmje közé választották. Fél évszázaddal később, az ezredforduló globális szavazásain pedig minden idők legjobb filmjévé választották.
Egyedül születünk, egyedül élünk, egyedül halunk meg. Csak a barátság és a szerelem keltheti azt a röpke és mulandó illúziót, hogy nem vagyunk egyedül.

## Magánélete
Háromszor házasodott, feleségeitől három lánya született.
1934. november 14-én feleségül vette Virginia Nicolson (1916–1996) chicagói születésű színésznőt, 1940. február 1-jén véget ért a házasságuk. Egy lányuk született, Christopher Welles Feder.
Később beleszeretett Dolores del Río mexikói színésznőbe, akinél tíz évvel volt fiatalabb. Akkor lett szerelmes belé, amikor meglátta egy filmjében. Ez az élettársi viszonya négy évig tartott (1938–1942). Del Rio 1943-ban visszatért Mexikóba, röviddel azután, hogy Welles ismét megnősült.
Második neje Rita Hayworth amerikai színésznő lett. Megszületett a második lánya, Rebecca Welles Manning (1944–2004). Vele együtt szerepelt az 1943-ban készült Utazás a félelembe c. filmben. Közben Welles újra kapcsolatot tartott Doloresszel, amikor a házassága Hayworthtal teljesen boldogtalanná vált. 1947. november 10-én végleg elváltak.
1955. május 8-án feleségül vette harmadik nejét, az olasz származású Welles Paola Mori (született grófnő Paola di Girifalco) színésznőt. Ekkor született meg a harmadik lánya, Beatrice Welles. Ez a házasság a haláláig tartott.

## Halála
1985. október 9-én este, egy nappal a halála előtt már rosszul érezte magát, miközben interjút készítettek vele. Szívpanaszokkal és súlyos cukorbajjal is küzdött, szívroham végzett vele. Holttestét elhamvasztották.

## Válogatott filmográfia

### Rendezései
- Hearts of Age (1934)
- Too Much Johnson (1938)

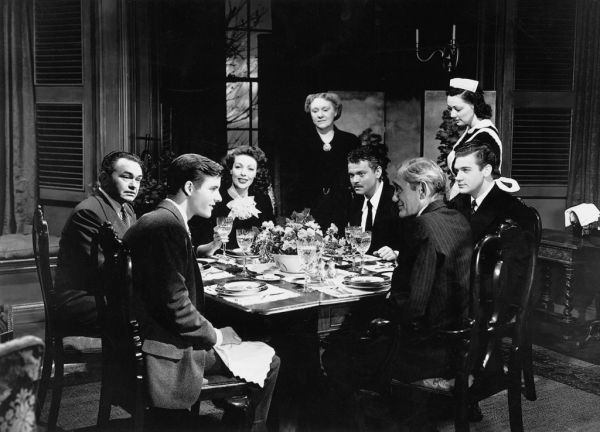
Az óra körbejár (1946) című filmben: Edward G. Robinson, Richard Long, Loretta Young, Martha Wentworth, Orson Welles, Philip Merivale, Byron Keith

- Aranypolgár (Citizen Kane) (1941) (A Brüsszeli tizenkettő egyike.)
- Az Ambersonok ragyogása (The Magnificent Ambersons) (1942) (Welles kívánsága ellenére lerövidítették és megvágták, illetve több részt újraforgattak, az eredeti változat elveszett)

- Az óra körbejár (The Stranger) (1946)
- A sanghaji asszony (The Lady from Shanghai) (1947) (Welles kívánsága ellenére lerövidítették és megvágták, az eredeti változat elveszett)
- Macbeth (1948) (Welles kívánsága ellenére lerövidítették és megvágták, az eredeti változatot nemrégiben helyreállították)
- Othello, a velencei mór tragédiája (1952)
- Bizalmas jelentés (Mr. Arkadin aka Confidential Report) (1955) (Welles kívánsága ellenére lerövidítették és megvágták, az eredeti változatot 2006 áprilisában adták ki)
- A gonosz érintése (Touch of Evil) (1958)
- A per (The Trial) (1962)
- Falstaff (Chimes at Midnight) (1965)
- Halhatatlan történet (The Immortal Story) (1968)
- The Deep (1970) (befejezetlen)
- A szél másik oldala (1970-76)
- F for Fake (aka Vérités et mensonges) (1974)

### Egyéb filmjei
- Swiss Family Robinson (1940) – narrátor
- It's All True (1942)
- Utazás a félelembe (Journey Into Fear) (1943) – színész, Norman Foster társrendezője
- Jane Eyre (1944) – színész (Rochester)
- Párbaj a napon (Duel in the Sun) (1946) – narrátor
- Monsieur Verdoux (1947) – ötlet
- A harmadik ember (The Third Man) (1949) – színész, dialóg
- Moby Dick (1956) – cameojelenet
- Man in the Shadow (1957) – színész
- Hosszú, forró nyár (1958) Will Varner
- Compulsion (1959) – színész
- A túró (La ricotta) (1962) – színész
- Ember az örökkévalóságnak (A Man for All Seasons) (1966) – színész
- I’ll Never Forget What’s’isname (1967) – színész
- Casino Royale (1967) – mint Bond ellensége, Le Chiffre ("Zero" vagy "The Cipher")
- Harc Rómáért (Kampf um Rom I) I. rész (1968) – Iustinianus
- Harc Rómáért (Kampf um Rom II – Der Verrat) I. rész (1969) – Iustinianus
- Don Quixote (1969, 1992-ben volt a bemutató) – író, rendező, színész
- Neretvai csata (1969) – mint Chetnik szenátor
- Start the Revolution Without Me (1970) – narrátor, cameojelenet
- A 22-es csapdája (Catch 22) (1970) – színész
- Waterloo (1970) – XVIII. Lajos
- Flame of Persia (1972) – dokumentumfilm narrátora
- The Muppet Movie (1979) – cameo
- History of the World, Part One (1981) – narrátor
- The Dreamers (1980–82, befejezetlen) – színész, író, rendező
- Transformers: The Movie (1986) – hang

## Fontosabb díjak és jelölések
- Oscar-díj
  - 1942 díj: a legjobb eredeti forgatókönyv - Aranypolgár
  - 1942 jelölés: legjobb férfi főszereplő - Aranypolgár
  - 1942 jelölés: legjobb rendező - Aranypolgár
  - 1971 díj: Életműdíj

- Cannes-i fesztivál
  - 1952 díj: Arany Pálma - Othello, a velencei mór tragédiája
  - 1959 díj: a legjobb férfi alakítás díja - Compulsion
  - 1966 díj: Technikai-művészi CST-díj - Falstaff
  - 1966 jelölés: Arany Pálma - Falstaff

## Fordítás
- Ez a szócikk részben vagy egészben  az   Orson Welles című angol Wikipédia-szócikk fordításán alapul.  Az eredeti cikk szerkesztőit annak laptörténete sorolja fel. Ez a jelzés csupán a megfogalmazás eredetét és a szerzői jogokat jelzi, nem szolgál a cikkben szereplő információk forrásmegjelöléseként.